# Совет министров

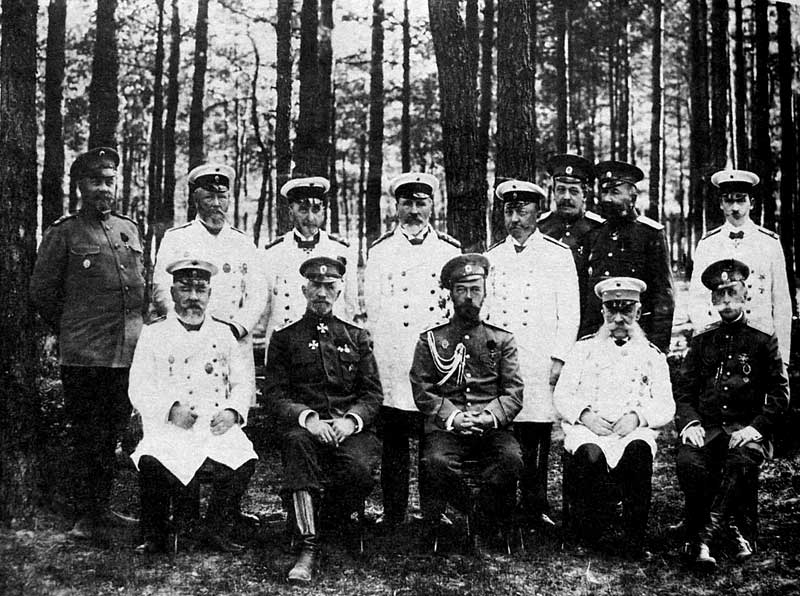
Совет министров в Царской ставке, станция Барановичи, 14 июня 1915 года.

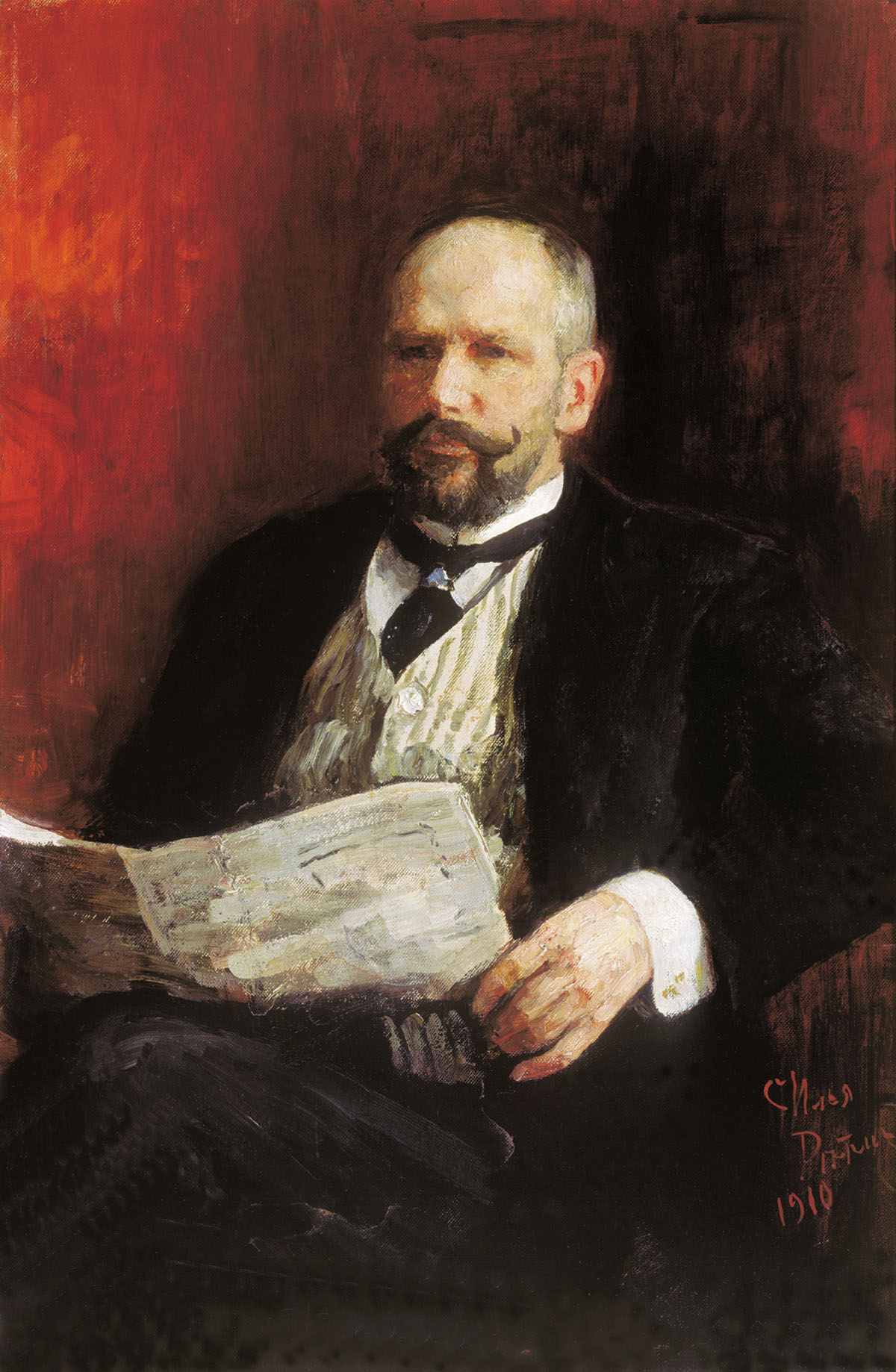
П. А. Столыпин, председатель Совета министров Российской империи (1906—1911)

Совет министров (аббр. разг. совмин) — наименование коллегиального органа:
1. В России (в 1906—1917 гг. и в 1946—1993 гг.), на Украине (в 1946—1991 гг.), в Белоруссии, Польше (до 1997 г.), Румынии (до 1989), Болгарии, Албании, Литве (1940—1992), Латвии (1945—1991), Эстонии (1946—1992), ДВР (1921—1922), Франции, Италии и Перу — название высшего исполнительно-распорядительного органа.
2. Межправительственный орган в ряде международных организаций и союзов государств.

В качестве правительства страны совет министров формируется из руководителей органов государственного управления (как правило, министров); лиц, отвечающих за определённые участки работы («министров без портфеля»); и других чиновников. Совет министров возглавляет председатель (премьер-министр). В некоторых государствах премьер-министр нередко исполняет одновременно и функции главы государства.
В качестве межправительственного органа совет министров может выполнять законодательные, исполнительные, совещательные и/или распорядительные функции — в зависимости от своего назначения, целей и задач в рамках международной организации или объединения государств.

## Правительства

### Россия
| Российская империя                 | Совет министров Российской империи         | (1905—1917)   |
| Российское государство (1918—1920) | Совет министров Российского государства    | (1918—1920)   |
| /                                  | Совет Министров РСФСР/Российской Федерации | (1946—1993)   |
| /                                  | Правительство Российской Федерации         | (с 1993 года) |

### Союзное Государство России и Белоруссии
- Совет Министров Союзного Государства России и Белоруссии

### Советский Союз

Герб СССР

В СССР советы министров действовали на союзном и республиканском уровне c 1946 года до их реорганизации после распада Советского Союза.
Союзное правительство
 Совет министров СССР (до января 1991 года)
| Азербайджанская ССР | Совет министров Азербайджанской ССР |
| Армянская ССР       | Совет министров Армянской ССР       |
| Белорусская ССР     | Совет министров Белорусской ССР     |
| Грузинская ССР      | Совет министров Грузинской ССР      |
| Казахская ССР       | Совет министров Казахской ССР       |
| Карело-Финская ССР  | Совет министров КФССР               |
| Киргизская ССР      | Совет министров Киргизской ССР      |
| Латвийская ССР      | Совет министров Латвийской ССР      |
| Литовская ССР       | Совет министров Литовской ССР       |
| Молдавская ССР      | Совет министров Молдавской ССР      |
| РСФСР               | Совет министров РСФСР               |
| Таджикская ССР      | Совет министров Таджикской ССР      |
| Туркменская ССР     | Совет министров Туркменской ССР     |
| Узбекская ССР       | Совет министров Узбекской ССР       |
| Украинская ССР      | Совет министров Украинской ССР      |
| Эстонская ССР       | Совет министров Эстонской ССР       |

### Другие страны
| Беларусь                                | Совет Министров Белоруссии                              |
| Болгария                                | Совет министров Болгарии                                |
| Германская Демократическая Республика   | Совет Министров ГДР                                     |
| Нидерланды                              | Совет министров Королевства Нидерланды                  |
| Нидерланды                              | Совет министров Нидерландов                             |
| Палестинская национальная администрация | Совет министров Палестинской национальной администрации |
| Луганская Народная Республика           | Совет Министров Луганской Народной Республики           |

## Органы международных организаций
Совет министров Европейского союза (англ. Council of Ministers)
 СНГ
- Совет министров иностранных дел СНГ — орган для выработки единой внешней политики
- Совет министров обороны государств — участников СНГ — орган для выработки единой военной политики
- Совет министров внутренних дел государств — участников СНГ — орган для координации деятельности органов внутренних дел стран-участниц СНГ
- Совет министров юстиции государств — участников СНГ — орган для координации деятельности органов юстиции стран-участниц СНГ